# Cteniza brevidens
Cteniza brevidens är en spindelart som först beskrevs av Carl Ludwig Doleschall 1871.  Cteniza brevidens ingår i släktet Cteniza och familjen Ctenizidae. Inga underarter finns listade i Catalogue of Life.